# 早川かい
早川 かい（はやかわ かい、1884年9月24日 - 1969年4月30日）は、日本の社会活動家、キリスト者、フェミニスト。日本キリスト教婦人矯風会秋田支部初代会長、社会福祉法人秋田婦人ホーム初代理事長。旧姓は五味。

## 来歴
山梨県中巨摩郡西条村の神主の家の出身。共立女学校卒業後、山梨県で眼科医でクリスチャンの早川祐吉と結婚。1902年、山梨の本郷中央会堂教会で高木壬太郎牧師より受洗し、クリスチャンとなった。後、明治女学校に進学。寄宿舎に住みながら学ぶ。
1904年、夫の祐吉が秋田県横手市で開業するため転居、秋田市の日本基督教団秋田美以教会に通う。夫妻は熱心なクリスチャンとして、教会を支えた。また、六男二女の子どもに恵まれた。
青森県弘前市の牧師ミス・ドレーパー、日本キリスト教婦人矯風会弘前支部長の高谷とく子らの勧めで1922年、矯風会の秋田支部が誕生して、かいは支部初代会長に就任した。
1923年9月、関東大震災の際には、秋田から被災地の東京まで汽車で乗り付けて多くの毛布を配った。
1928年8月、秋田市の常盤遊郭で火災が発生した際には、焼きだされた娼妓の支援活動を行った。業者と娼妓の間に入って、娼妓の前借金免除の交渉もしたという。翌月には矯風会の久布白落実を秋田に呼んで公娼廃止大会を行った。公娼廃止運動の結果、1928年に秋田県議会は公娼廃止を決議した。その後もかいは遊郭から逃げ出してくる娼妓を自宅の二階や楢山教会に匿った。
1933年には和崎ハルらと秋田婦人ホームを設立して初代理事長に就任した。秋田婦人ホームでは女性への職業の紹介や各種の相談事業、託児などを行った。戦後に社会福祉法人の法人格を得る。かいは1969年に秋田市内で死没した。
現在、秋田婦人ホームは児童福祉施設、母子生活支援施設、保育園の事業を行うことで様々な背景を抱えた女性を支え続けている。